# 奥凡
奥凡（法語：Offin，法語發音：[ɔfɛ̃]）是法国上法蘭西大區加来海峡省的一个市镇，属于蒙特勒伊区。

## 地理
奥凡（50°26'42"N, 1°56'30"E）面积5.29 平方千米，位于法国上法蘭西大區加来海峡省，该省份为法国北部沿海省份，西北濒北海，南至索姆省，东临北部省。
与奥凡接壤的市镇（或旧市镇、城区）包括：埃斯蒙、卡夫龙圣马丹、孔特、勒比耶、克雷夸斯河畔卢瓦松。

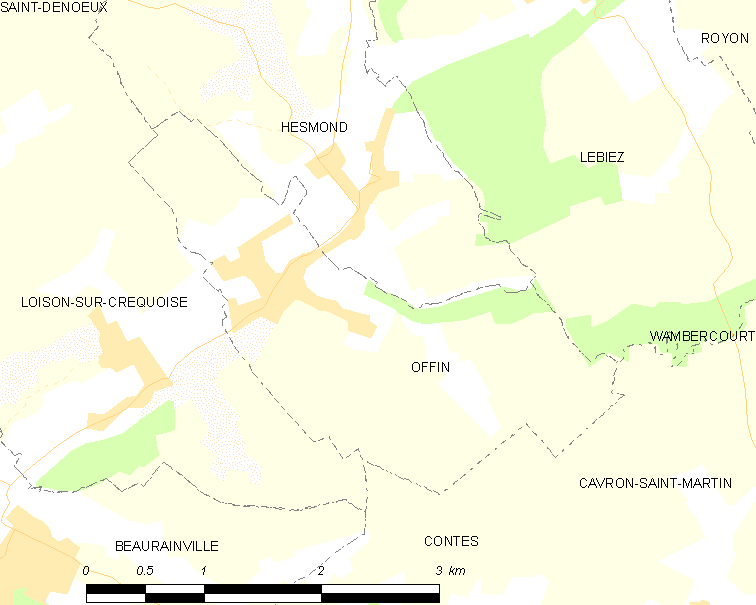
奥凡的OSM定位图

奥凡的时区为UTC+01:00、UTC+02:00（夏令时）。

## 行政
奥凡的邮政编码为62990，INSEE市镇编码为62635。

## 政治
奥凡所属的省级选区为欧克西堡县。

## 人口

1962-2008年间奥凡人口变化图示

奥凡于2022年1月1日时的人口数量为203人。